# Fritz von Unruh
Fritz von Unruh (Coblenza, 10 de mayo de 1885 - Diez Lahn, Renania Palatinado, 28 de noviembre de 1970) fue un poeta, novelista y dramaturgo alemán. 
Dejó el ejército en 1912 para poder estrenar su primera ópera teatral: Oficiales. En 1932 fundó la revista Frente de Hierro, con la que trató de poner en marcha un movimiento contra Hitler; a causa de ello, tuvo que abandonar Alemania, residiendo en Italia y Francia. En este último país le alcanzó el inicio de la II guerra mundial, por lo que emigró a los Estados Unidos donde permaneció hasta el fin de la guerra, regresando a Alemania cuando esta acabó. Recibió la placa de Goethe a manos del alcalde de Fráncfort, Walter Kolb.

## Obra

### Drama
- Jürgen Wullenweber. 1908.
- Offiziere. 1911.
- Louis Ferdinand Prinz von Preußen. 1913.
- Ein Geschlecht. Tragödie, 1917.
- Platz. 1920 (Fortsetzung von Ein Geschlecht)
- Stürme. Schauspiel, 1922.
- Rosengarten. 1923.
- Bonaparte. Schauspiel, 1927.
- Phaea. Komödie, 1930.
- Zero. Komödie, 1932.
- Gandha. 1935.
- Charlotte Corday. 1936.
- Miss Rollschuh. 1941.
- Der Befreiungsminister. 1948.
- Wilhelmus. 1953.
- Duell an der Havel. Schauspiel, 1954.
- Bismarck oder Warum steht der Soldat da? 1955.
- Odysseus auf Ogygia. Schauspiel, 1968.

### Novela
- Opfergang. 1918.
- Der nie verlor. 1948.
- Die Heilige. 1952.
- Fürchtet nichts. 1952.
- Der Sohn des Generals. 1957.
- Im Haus der Prinzen. 1967.

### Conferencias
- Vaterland und Freiheit. Eine Ansprache an die deutsche Jugend,1923
- Politeia. ed. Ernst Adolf Dreyer, 1933.
- Europa erwache! gehalten am Europa-Tag in Basel, 1936.
- Friede auf Erden! Peace on Earth! Frankfurt/M., 1948.
- Rede an die Deutschen. Geleitwort von Eugen Kogon, 1948.
- Seid wachsam. Goethe-Rede, Frankfurt/M., 1948.
- Universitätsrede. In: Was da ist. Kunst und Literatur in Frankfurt/M.,1952
- Schillerrede. ed. Fritz von Unruh-Gesellschaft, Gießen, 1955.
- Mächtig seid ihr nicht in Waffen. Begleitwort von Albert Einstein, 1957.
- Mahnruf zum Frieden. In: Konkret 7 (1961), 1960.
- Wir wollen Frieden. Geleitwort von Hanns Martin Elster, 1961.
- Sport und Politik. Appell an die Jugend in aller Welt, 1961.
- Die Lebendigen rufe ich. contribución de Johannes Urzidil, 1962.
- Rede an die Frankfurter Jugend. ed. DGB, Kreisausschuss Frankfurt/M., 1964.

### Otros
- Vor der Entscheidung. 1914.
- Flügel der Nike. Buch einer Reise. 1925.
- Meine Begegnungen mit Trotzki. 1963.
- Friede in USA? Ein Traum. 1967.

## Literatura
- Ina Götz. Tradition und Utopie in den Dramen Fritz von Unruhs. (= Abhandlungen zur Kunst-, Musik- und Literaturwissenschaft, 175). Bouvier, Berna 1975, ISBN 3-416-01051-5.

- Karola Schulz. Fast ein Revolutionär. Fritz von Unruh zwischen Exil und Remigration (1932–1962). (= Cursus, 11). Iudicium, Múnich 1995, ISBN 3-89129-461-1.

- Dieter Kasang. Wilhelminismus und Expressionismus. Das Frühwerk Fritz von Unruhs 1904–1921. (= Stuttgarter Arbeiten zur Germanistik, 78). Akademischer Verlag Hans-Dieter Heinz, Stuttgart 1980, ISBN 3-88099-082-4.

- Friedrich Rasche. Fritz von Unruh. Rebell und Verkünder. Der Dichter und sein Werk. Verlag für Literatur und Zeitgeschehen, Hannover 1960
- Bibliografía relacionada con Fritz von Unruh en el catálogo de la Biblioteca Nacional de Alemania..

- Robert Meister. Fritz von Unruh. (= Germanische Studien, 39). Kraus Reprint, Nendeln 1967,
- Bibliografía relacionada con Fritz von Unruh en el catálogo de la Biblioteca Nacional de Alemania.. (Nachdr. d. Ausg. Berlín 1925)

- Eberhard Rohse: Fritz von Unruh 1885–1970. In: Karl-Heinz Habersetzer (ed.) Deutsche Schriftsteller im Porträt. v. 6: Expressionismus und Weimarer Republik. (= Beck’sche Schwarze Reihe, 292). C.H. Beck, Múnich 1984, ISBN 3-406-09292-6, p. 172–173.

- Volker Weidermann. Das Buch der verbrannten Bücher. Verlag Kiepenheuer & Witsch, Köln 2008, ISBN 978-3-462-03962-7. (Zu Unruh p. 100–102)

- Wernfried Schreiber (ed.) Fritz von Unruh zum 100. Geburtstag und 15. Todestag. Ausstellungskatalog. (= Veröffentlichungen der Stadtbibliothek Koblenz, 16). Stadtbibliothek Koblenz, 1985,
- Bibliografía relacionada con Fritz von Unruh en el catálogo de la Biblioteca Nacional de Alemania..

- Dirk Kemper. Politeia – Splitter zur Exilgeschichte Fritz von Unruhs aus einem Moskauer Teilnachlaß. In: Rainer Wild (ed.) Dennoch leben sie. Verfemte Bücher, verfolgte Autorinnen und Autoren. Zu den Auswirkungen der nationalsozialistischen Literaturpolitik. Festschrift für Gerhard Sauder. Ed. Text und Kritik, Stuttgart u. a. 2003, ISBN 3-88377-745-5, p. 407–418.

- Hans Joachim Schröder. Fritz von Unruh (1885–1970) - Kavallerieoffizier, Dichter und Pazifist. In: Wolfram Wette (ed.): Pazifistische Offiziere in Deutschland 1871–1933. Donat Verlag, Bremen 1999, ISBN 3-931737-85-3, p. 319–337.